# Inmigración haitiana en la República Dominicana
Los haitianos son un grupo que ha tenido presencia en República Dominicana desde el siglo XIX. Entre los integrantes de su comunidad hay algunos músicos, deportistas y estudiantes de posgrado. Al occidente de la República Dominicana se encuentra la mayor concentración afrodescendiente de origen haitiano.

## Historia

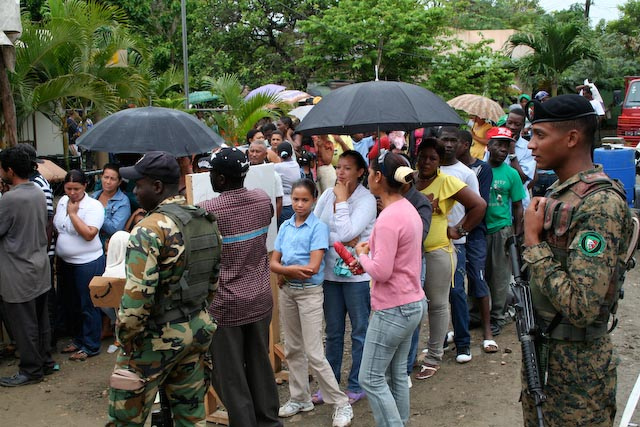
Dominicanos y haitianos en espera de asistencia sanitaria en Jaibón, provincia Valverde.

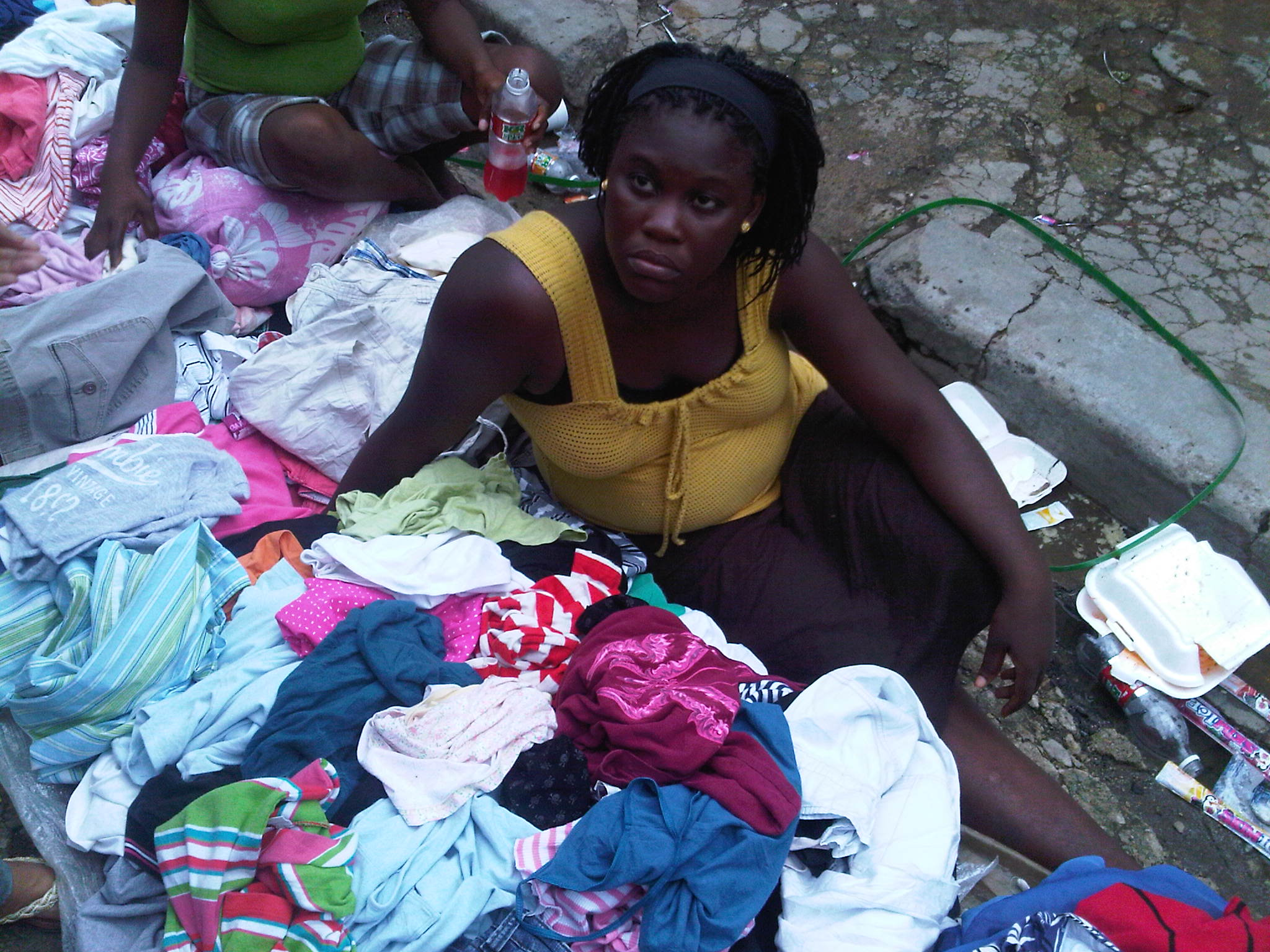
Haitiana vendiendo ropa usada, conocida en Dominicana como ropa de paca.

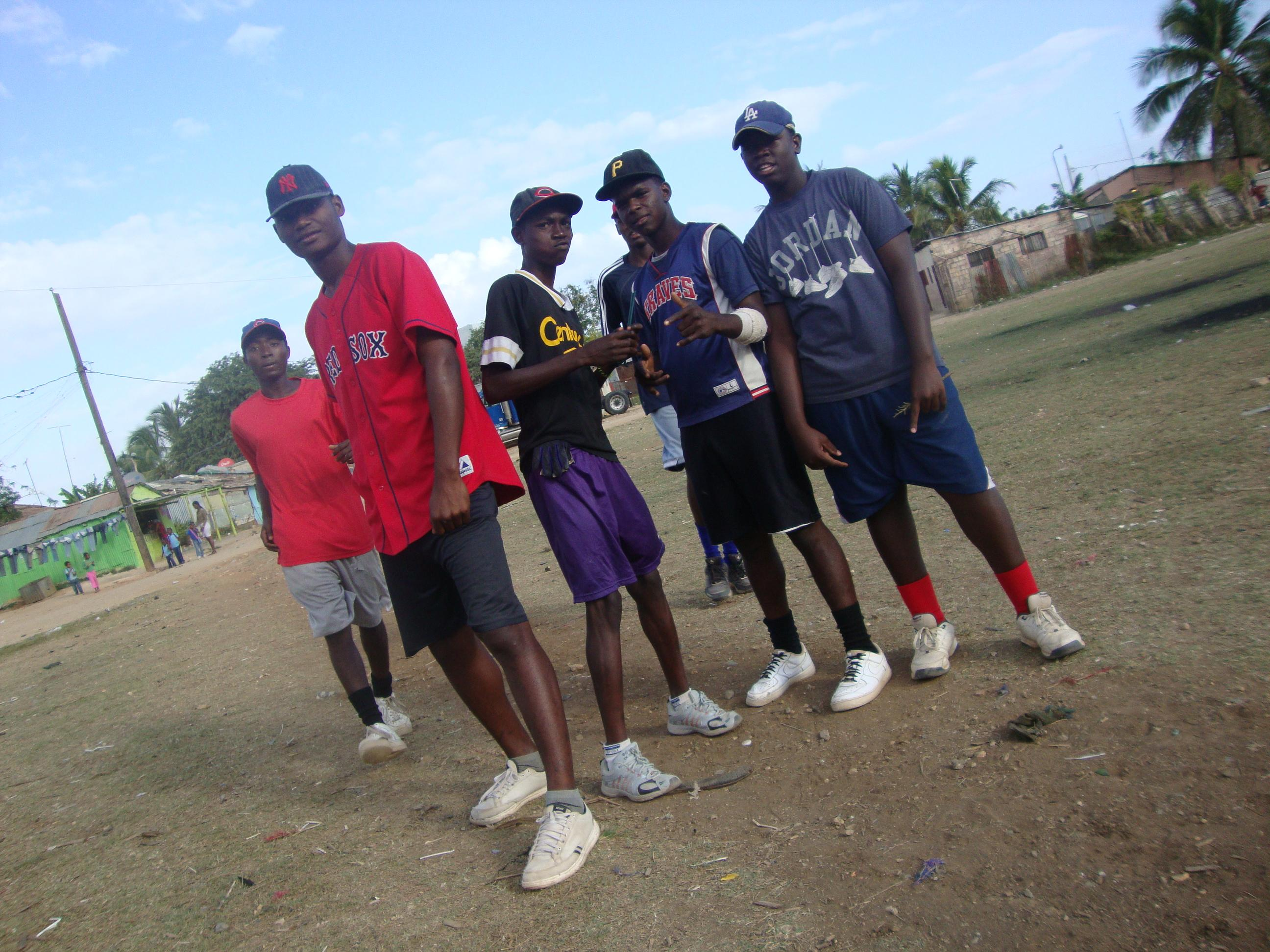
Chicos de un batey en San Pedro de Macorís.

La inmigración haitiana existió de manera focalizada en la zona fronteriza tras concluir la guerra de independencia en 1856. Sin embargo, la llegada de haitianos en  el resto del país comenzó tras el inicio de la ocupación estadounidense de Haití y de la República Dominicana hacia 1916, cuando consorcios azucareros de capital estadounidense importaron miles de braceros haitianos anualmente para abaratar costos.
El censo de 1930 reveló que diversos pueblos de la frontera eran de mayoría haitiana; entre 1920 y 1930 la población haitiana se duplicó. En 1936, Haití adquirió varios de estos poblados tras una revisión fronteriza. Entre 1935 y 1937 el dictador Rafael L. Trujillo impuso restricciones a la mano de obra extranjera y decretó la expulsión de los haitianos de la zona fronteriza, pero estas medidas fracasaron debido a la corrupción y el tráfico de indocumentados llevado a cabo por militares dominicanos, autoridades civiles e ingenios azucareros estadounidenses, además de la deportación de millares de haitianos de Cuba a partir de abril de 1937, lo cual incidió en la llegada de haitianos desempleados en masa a República Dominicana. En agosto de ese año, luego de realizar un recorrido a caballo por poblados fronterizos y recibir quejas de saqueos, pillaje y cuatrerismo, Trujillo ordenó con la masacre del Perejil que se matara a todo haitiano excepto a aquellos que trabajaban para las azucareras estadounidenses; millares murieron en la frontera, la Línea Noroeste y el Cibao, y millares más huyeron a Haití.
A partir de estos sucesos la inmigración haitiana se ralentizó, hasta que en 1952 Trujillo y el dictador haitiano Paul Magloire acordaron el envío anual de miles de braceros para el trabajo en ingenios de capital extranjero y dominicano, pagándose un precio por cabeza. Durante las administraciones de Joaquín Balaguer, Antonio Guzmán y Salvador Jorge Blanco en República Dominicana y de los Duvalier en Haití, el flujo de braceros haitianos fue constante y en aumento, firmándose cada año contratos para la importación de sobre diez mil haitianos como trabajadores temporales (aunque raramente estos eran retornados a su país) a cambio del pago de millones de dólares.
Después del terremoto del 12 de enero de 2010, muchos haitianos huyeron cruzando la frontera para escapar de los efectos del terremoto. El gobierno dominicano fue uno de los primeros en enviar equipos para ayudar a distribuir alimentos y medicinas a las víctimas y facilitó a los haitianos a adquirir visas para recibir tratamiento en hospitales dominicanos. Esto permitió que muchos haitianos heridos fueran tratados en los hospitales dominicanos. Los refugiados haitianos fueron bien recibidos y apoyados por muchos dominicanos, aunque desde entonces se han deteriorado las relaciones, puesto que los refugiados han permanecido en la República Dominicana, llevando a divulgar la preocupación entre algunos dominicanos sobre que los refugiados del terremoto contribuyen al aumento de la delincuencia, el hacinamiento, la cólera y el desempleo. La discriminación ha sido atribuida por la gran cantidad de refugiados haitianos en la República Dominicana. En los últimos años han aumentado las tensiones, causando que la Organización Internacional para las Migraciones ofrezca dinero a los refugiados y asistencia para la reubicación, para retornar a Haití. Más de 1.500 inmigrantes han vuelto a través del programa.

## Características económicas y sociales

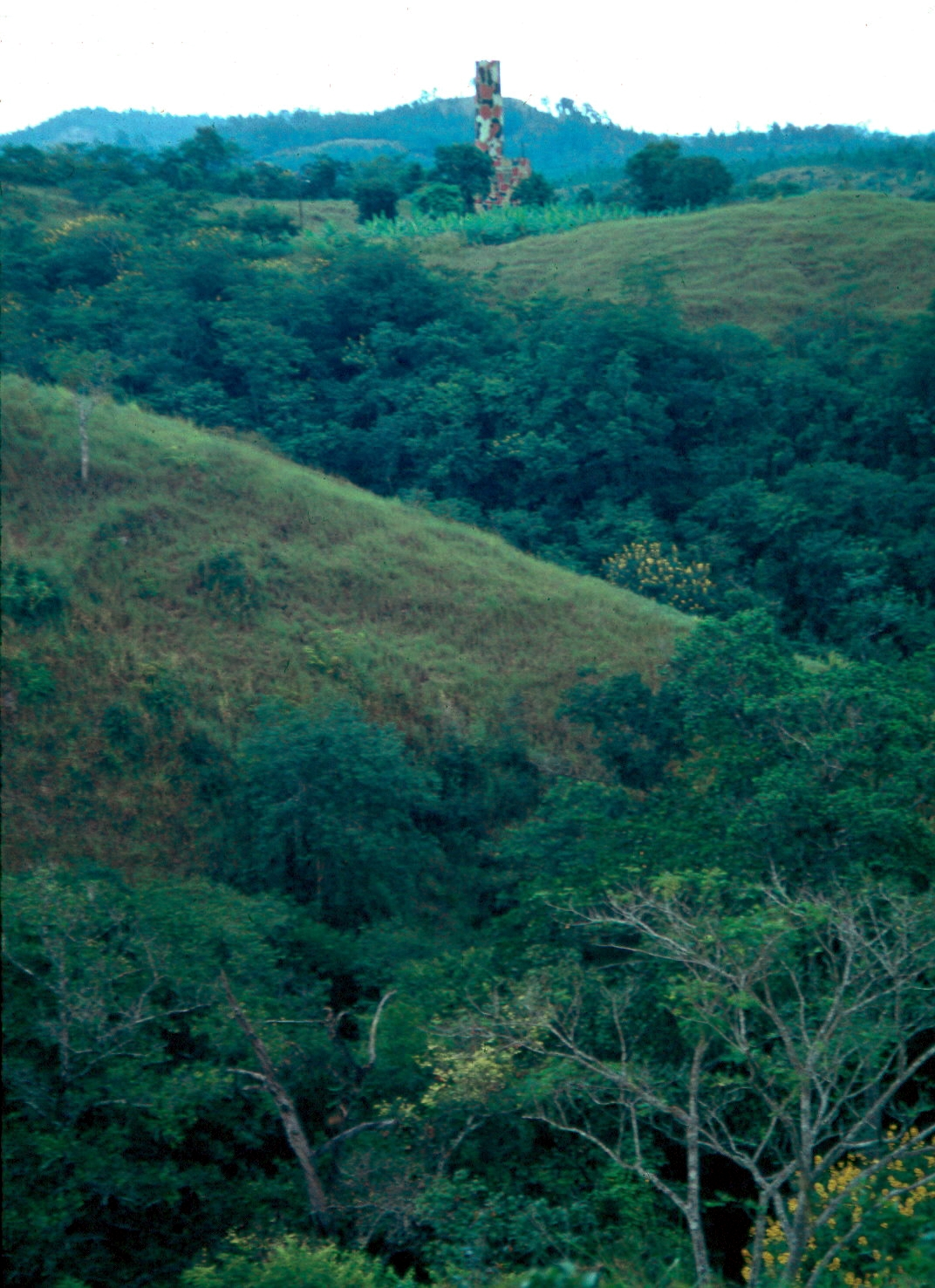
Una torre de vigilancia en la frontera con Haití en la cordillera Central para controlar la inmigración ilegal.

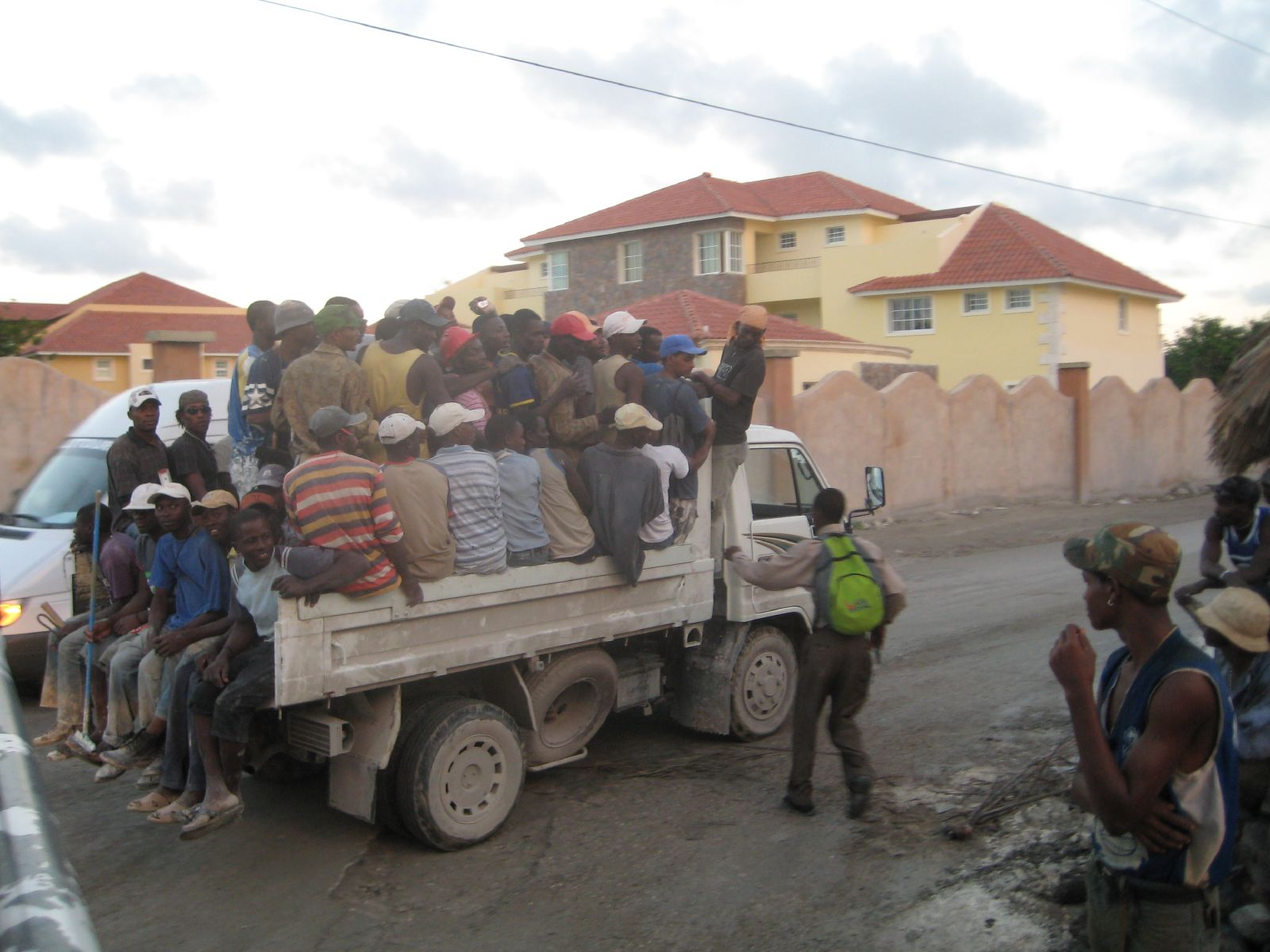
Trabajadores haitianos en tránsito en Punta Cana, provincia La Altagracia.

Muchos haitianos emigran a la República Dominicana, principalmente para escapar de la pobreza en Haití. En 2003, el 80% de todos los haitianos eran pobres (54% se encontraban en extrema pobreza) y el 47,1% son analfabetos. El país de 9 millones de habitantes tiene una población de rápido crecimiento. El PBI per cápita de Haití en 2008 era menos de una sexta parte del de República Dominicana. Como resultado, cientos de miles de haitianos han emigrado a la República Dominicana, con algunas estimaciones de 800.000 haitianos en el país, mientras que otros dicen que son más de un millón. Muchos inmigrantes haitianos o sus descendientes trabajan en empleos con bajos salarios y no calificados en construcción, servicios domésticos y en las plantaciones.
Los hijos de inmigrantes haitianos ilegales a menudo poseen un estatus migratorio dudoso (algunas organizaciones no gubernamentales extranjeras afirman incluso apatridía), ya que a sus padres se les niega la nacionalidad dominicana, y por ende se les consideran residentes transitorios, debido a su condición de ilegales e indocumentados, y los niños, a menudo, tienen que optar solo por la nacionalidad haitiana.
Algunas mujeres haitianas, llegan a menudo a territorio dominicano con varios problemas de salud, o cruzan la frontera durante sus últimas semanas de embarazo para obtener atención médica necesaria para el parto, ya que los hospitales públicos de República Dominicana no pueden negar servicios médicos basados en la nacionalidad o estatus legal. Estadísticas de un hospital de Santo Domingo informan que más del 22% de los nacimientos son de madres haitianas.
En 2005 el presidente dominicano Leonel Fernández criticó que las expulsiones colectivas de los haitianos eran «inadecuadas e inhumanas». Después de que una delegación de las Naciones Unidas emitió un informe preliminar indicando que encontró un profundo problema de racismo y discriminación contra las personas de origen haitiano, el canciller dominicano Carlos Morales Troncoso dio una declaración formal diciendo «nuestra frontera con Haití tiene sus problemas, esta es nuestra realidad, y esto debe ser comprendido. Es importante no confundir la soberanía nacional con indiferencia y no confundir la seguridad con la xenofobia».

## Demografía

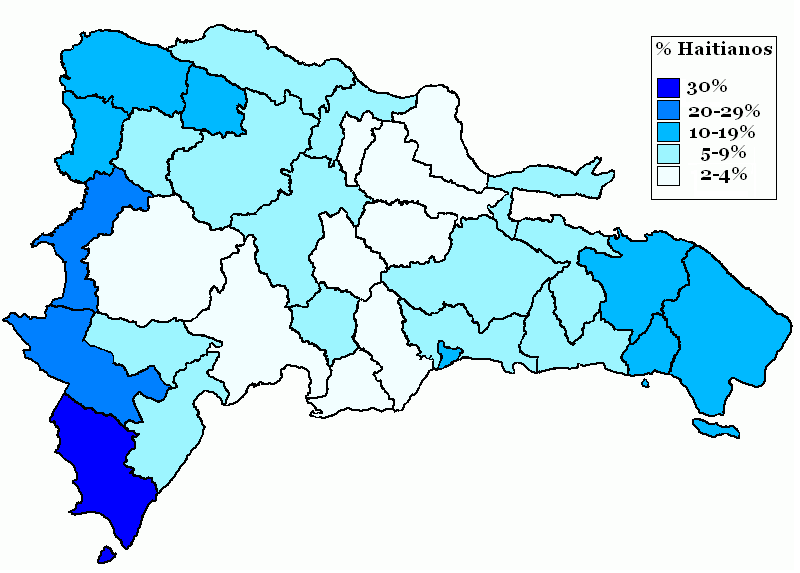
Porcentaje de la población de origen haitiano en la población de cada provincia de la República Dominicana; Pedernales tiene el mayor porcentaje, un 30%, y San Cristóbal el más bajo, un 2%. A nivel nacional, son el 7% de la población. (2012)

Lugar de nacimiento de los inmigrantes haitianos en la República Dominicana. La mayoría es originaria del Departamento Oeste (24%) y Departamento Norte (19%). Sólo el 0,2% de los inmigrantes son de Nippes.

Casi el 75% de los haitianos que viven en la República Dominicana han residido en el país durante menos de 10 años. Casi el 70% de los trabajadores haitianos gana menos de 10.000 pesos dominicanos (DOP) mensuales; aproximadamente el 7% había ganado más de 20.000 DOP por mes. Aquellos que viven en zonas urbanas ganan hasta un 70% más de los que viven en zonas rurales. El ingreso promedio de un haitiano es de 10.262 DOP por mes 17,5% menos que el dominicano promedio, que percibe  12.441 DOP por mes, y 73,9% menos que el inmigrante no-haitiano promedio, que gana 39.318 DOP por mes. Sólo el 10% de los haitianos envían remesas a Haití, de los cuales 5,4% envía con una frecuencia de una vez por trimestre o superior.
El censo de 1920 había registrado 28.258 haitianos; el censo de 1935 registró 52.657 haitianos. La población haitiana se redujo a sólo 18.772 habitantes en el censo de 1950 respecto del censo de 1935, como una consecuencia de la cesión de República Dominicana en 1936 de territorio donde los dominicanos ya eran minoría a Haití y de la masacre del Perejil de 1937. En 2012, se registraron 458.233 inmigrantes haitianos viviendo en la República Dominicana, el 65,4% de ellos eran varones y el 76,1% tenían entre 18 y 39 años de edad. Los inmigrantes representan el 81,1% de la población en la zona turística de Punta Cana, casi todos ellos trabajando para los hoteles.
Población haitiana por censos
- 1920: 28.258[26][22][27] — 3,1% de la población total
- 1935: 52.657[26][27][23] — 3,6% de la población total
- 1950: 18.772[27][23] — 0,9% de la población total
- 1960: 29.350[27] — 1,0% de la población total
- 1970: 97.142[28] — 2,4% de la población total
- 1980: 113.150 (excluye zonas urbanas)[26] — 4,3% de la población rural
- 1981: N.D.
- 1991: 245.000 (de nacionalidad u origen haitiano)[29] — 3,4% de la población total
- 1993: N.D.
- 2002: N.D.
- 2010: N.D.
- 2012: 668.145 (de nacionalidad u origen haitiano)[1] — 7,1% de la población total

*Conteos de inmigrantes en cursivas
Fuente: Oficina Nacional de Estadística

## Dominicanos destacados de ascendencia haitiana
- Ulises Heureaux (1845-1899), militar y tres veces presidente de la República Dominicana.[30]
- Solange Pierre (1963-2011), activista y defensora de los derechos humanos.[31]
- Félix Pie (1985-), jugador de béisbol en Estados Unidos.[32]
- José Francisco Peña Gómez (1937-1998), abogado y político.[33]
- José Francisco Peña Guaba (1963–), político y diplomático. Es hijo de José Francisco Peña Gómez.[34]
- Miguel Sanó (1993-), jugador de béisbol en Estados Unidos.[35]
- Jandy Feliz (1977-), cantante
- Félix Cumbé (1961–), cantante de merengue.[36]
- Sarodj Bertin (1986-), modelo, actriz, comediante y presentadora de televisión.
- Luisito Pie (1994-) medallista olímpico.
- Yailín la Más Viral (2002-) cantante de reguetón.